# Ukraina na Mistrzostwach Świata w Lekkoatletyce 2011
Reprezentacja Ukrainy na Mistrzostwach Świata w Lekkoatletyce 2011 liczyła 57 zawodników. Ukraina zakończyła mistrzostwa z dorobkiem dwóch medali: złota trójskoczkini Olhy Saładuchy oraz brązu sztafety 4 x 100 m kobiet, w której składzie wystąpiły Ołesia Powch, Marija Riemień, Chrystyna Stuj i Natalija Pohrebniak.

## Występy reprezentantów Ukrainy

### Mężczyźni

#### Konkurencje biegowe
| Konkurencja                | Zawodnik           | Runda 1  | Runda 1 | Runda 2  | Runda 2 | Półfinał | Półfinał | Finał      | Finał   |
| Konkurencja                | Zawodnik           | Rezultat | Pozycja | Rezultat | Pozycja | Rezultat | Pozycja  | Rezultat   | Pozycja |
| -------------------------- | ------------------ | -------- | ------- | -------- | ------- | -------- | -------- | ---------- | ------- |
| Bieg na 400 m przez płotki | Stanisław Melnykow |          |         | 49.24 SB | 11      | 49.74    | 18       |            |         |
| Chód na 20 km              | Rusłan Dmytrenko   |          |         |          |         |          |          | 1:21:31 SB | 7       |
| Chód na 20 km              | Nazar Kowałenko    |          |         |          |         |          |          | 1:25:50    | 29      |
| Chód na 50 km              | Ołeksij Kazanin    |          |         |          |         |          |          | 3:56:18 SB | 20      |

#### Konkurencje techniczne
| Konkurencja    | Zawodnik            | Eliminacje                                     | Eliminacje                                     | Finał                                          | Finał                                          |
| Konkurencja    | Zawodnik            | Rezultat                                       | Pozycja                                        | Rezultat                                       | Pozycja                                        |
| -------------- | ------------------- | ---------------------------------------------- | ---------------------------------------------- | ---------------------------------------------- | ---------------------------------------------- |
| Trójskok       | Sheryf El-Sheryf    | 16,81 m                                        | 12 q                                           | 16,38 m                                        | 12                                             |
| Trójskok       | Jewhen Semenenko    | 15,96 m                                        | 25                                             |                                                |                                                |
| Skok wzwyż     | Dmytro Demjaniuk    | 2,31 m                                         | 10                                             | 2.20                                           | 12                                             |
| Skok wzwyż     | Bohdan Bondarenko   | 2,28 m                                         | 15                                             |                                                |                                                |
| Skok wzwyż     | Andrij Procenko     | 2,21 m                                         | 27                                             |                                                |                                                |
| Skok o tyczce  | Denys Jurczenko     | 5,35 m                                         | 22                                             |                                                |                                                |
| Pchnięcie kulą | Andrij Semenow      | 19,45 m                                        | 22                                             |                                                |                                                |
| Rzut dyskiem   | Iwan Hryszyn        | nie znalazł się na oficjalnej liście startowej | nie znalazł się na oficjalnej liście startowej | nie znalazł się na oficjalnej liście startowej | nie znalazł się na oficjalnej liście startowej |
| Rzut młotem    | Ołeksij Sokyrski    | 73,81 m                                        | 17                                             |                                                |                                                |
| Rzut oszczepem | Roman Awramenko     | 81,46 m                                        | 9                                              | 82,51 m                                        | 6                                              |
| Rzut oszczepem | Ołeksandr Pjatnycia | 73,56 m                                        | 29                                             |                                                |                                                |
| Rzut oszczepem | Dmytro Kosynski     | nie znalazł się na oficjalnej liście startowej | nie znalazł się na oficjalnej liście startowej | nie znalazł się na oficjalnej liście startowej | nie znalazł się na oficjalnej liście startowej |
| Dziesięciobój  | Ołeksij Kasjanow    |                                                |                                                | 8132                                           | 12                                             |

### Kobiety

#### Konkurencje biegowe
| Konkurencja                   | Zawodnik | Runda 1  | Runda 1 | Runda 2    | Runda 2 | Półfinał | Półfinał | Finał        | Finał   |
| Konkurencja                   | Zawodnik | Rezultat | Pozycja | Rezultat   | Pozycja | Rezultat | Pozycja  | Rezultat     | Pozycja |
| ----------------------------- | --- | -------- | ------- | ---------- | ------- | -------- | -------- | ------------ | ------- |
| Bieg na 100 m                 | Ołesia Powch |          |         | 11.25 Q    | 14      | 11.48    | 13       |              |         |
| Bieg na 100 m                 | Natalija Pohrebniak |          |         | 11.33      | 20      |          |          |              |         |
| Bieg na 200 m                 | Chrystyna Stuj |          |         | 22.92 SB   | 13      | 22.79 PB | 6        | 23.02        | 7       |
| Bieg na 200 m                 | Marija Riemień |          |         | 22.77      | 8       | 22.94    | 10       |              |         |
| Bieg na 200 m                 | Jelizaweta Bryzhina |          |         | 23.70      | 28      | DNF      |          |              |         |
| Bieg na 400 m                 | Antonina Jefremowa |          |         | 51.35 Q    | 3       | 50.88    | 9        |              |         |
| Bieg na 400 m                 | Natalija Pyhyda |          |         | 51.67 Q    | 10      | 51.61    | 12       |              |         |
| Bieg na 400 m                 | Ksenija Karandiuk |          |         | 54.10      | 30      |          |          |              |         |
| Bieg na 800 m                 | Lilija Łobanowa |          |         | 2:02.84    | 24 Q    | 1:59.38  | 11       |              |         |
| Bieg na 800 m                 | Julija Krewsun |          |         | 2:01.88    | 17 Q    | 2:05.37  | 22       |              |         |
| Bieg na 800 m                 | Tetiana Petluk |          |         | DNF        |         |          |          |              |         |
| Bieg na 1500 m                | Natalija Tobias |          |         | 4:10.99    | 17      | 4:07.99  | 3        | 4:08.68      | 9       |
| Bieg na 1500 m                | Anna Miszczenko |          |         | 4:09.02    | 11      | 4:09.78  | 17       |              |         |
| Bieg na 1500 m                | Anżelika Szewczenko |          |         | 4:16.22    | 32      |          |          |              |         |
| Maraton                       | Tetiana Hamera-Szmyrko |          |         |            |         |          |          | 2:31:58      | 15      |
| Maraton                       | Ołena Burkowska |          |         |            |         |          |          | 2:34:21      | 21      |
| Maraton                       | Tetiana Hołowczenko |          |         |            |         |          |          | 2:39:25 (SB) | 33      |
| Maraton                       | Julija Ruban |          |         |            |         |          |          | DNF          |         |
| Maraton                       | Kateryna Stecenko |          |         |            |         |          |          | DNF          |         |
| Bieg na 400 m przez płotki    | Anastasija Rabczeniuk |          |         | 55.08      | 5       | 55.06    | 8        | 54.18 SB     | 5       |
| Bieg na 400 m przez płotki    | Hanna Jaroszczuk |          |         | 55.99      | 15      | 55.09    | 10       |              |         |
| Bieg na 400 m przez płotki    | Hanna Titimeć |          |         | 55.40      | 10      | 55.82    | 14       |              |         |
| Bieg na 3000 m z przeszkodami | Switłana Szmidt |          |         | 10:14.16   | 31      |          |          |              |         |
| Sztafeta 4 x 100 m            | Ołesia Powch Marija Riemień Chrystyna Stuj Natalija Pohrebniak Jelizaweta Bryzhina                                         |          |         | 42.63 SB   | 5 Q     |          |          | 42.51 SB     | 3       |
| Sztafeta 4 x 400 m            | Natalija Pyhyda Anastasija Rabczeniuk Hanna Jaroszczuk Antonina Jefremowa Olha Zawhorodnia Ksenija Karandiuk Hanna Titimeć |          |         | 3:24.13 SB | 5       |          |          | 3:23.86 SB   | 5       |
| Chód na 20 km                 | Ołena Szumkina |          |         |            |         |          |          | 1:32:17 SB   | 12      |
| Chód na 20 km                 | Nadija Borowska-Prokopuk                                                                                                   |          |         |            |         |          |          | 1:35:38      | 24      |
| Chód na 20 km                 | Olha Jakowenko |          |         |            |         |          |          | DSQ          |         |

#### Konkurencje techniczne
| Konkurencja    | Zawodnik                 | Eliminacje | Eliminacje | Finał    | Finał   |
| Konkurencja    | Zawodnik                 | Rezultat   | Pozycja    | Rezultat | Pozycja |
| -------------- | ------------------------ | ---------- | ---------- | -------- | ------- |
| Skok w dal     | Wiktorija Rybałko        | 6,45 m     | 15         |          |         |
| Trójskok       | Olha Saładucha           | 14,40 m    | 4          | 14,94 m  | 1       |
| Trójskok       | Natala Jastrebowa        | 14,21 m    | 10         | 14,12 m  | 9       |
| Trójskok       | Rusłana Cychoćka         | 13,28 m    | 15         |          |         |
| Skok wzwyż     | Wita Stiopina            | 1,92 m     | 18         |          |         |
| Skok wzwyż     | Oksana Okunewa           | 1,89 m     | 19         |          |         |
| Rzut dyskiem   | Natalija Fokina-Semenowa | 58,27 m    | 16         |          |         |
| Rzut dyskiem   | Kateryna Karsak          | 57,54 m    | 20         |          |         |
| Rzut młotem    | Natalija Zołotuchina     | 67,57 m    | 19         |          |         |
| Rzut oszczepem | Wira Rebryk              | 58,50 m    | 16         |          |         |
| Siedmiobój     | Natala Dobrynska         |            |            | 6539 SB  | 5       |
| Siedmiobój     | Ludmyła Josypenko        |            |            | 6263     | 10      |
| Siedmiobój     | Alina Fiodorowa          |            |            | 5908     | 21      |